# 美在中

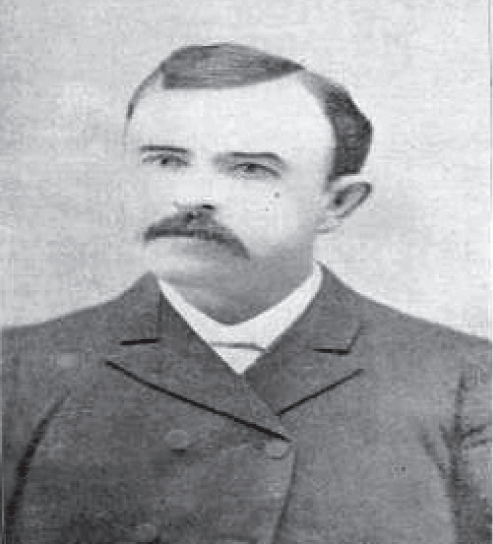
美在中。

美在中（Frank E.Meigs，1851年—1915年），字兰陵，是19世纪末、20世纪初美国基督会（Disciples of Christ）的在华传教士。

## 生平
1851年，美在中生于美国纽约。1887年1月12日，受美国基督会差遣，美在中夫妇来华，主要传教基地选在南京。他和开办鼓楼医院的马林医生合作，在南京建立了3座教堂：分别位于鼓楼、花市大街（中华路长乐路口）和下关惠民桥。马林医生由于收费低廉，医院经费困难，于是美在中上书美国总部，募集到巨款，医院得以维持。
在传教士中，美在中重视教育对于传教的重要性，1891年，他在南京鼓楼坡下创办了基督书院（Christian College）并且自任校长。1907年，美北长老会于1894年创立的益智书院（Presbyterian Academy）与基督书院合并为宏育书院（Union Christian College），校址仍在鼓楼，校长也仍是美在中。1910年，宏育书院并入汇文书院，成立金陵大学（Private University of Nanking）。美在中对待学生“温而厉”，管理有方，使得基督书院的学生很快发展到200人。
为便于沟通，美在中还致力于推广通行语言，他知道南京方言可以通行于长江流域各省后，即发起“华语正音会”，并被推为会长。
1898年，美在中在江西庐山的牯岭98号（今中五路332号）买地建造了一幢别墅。次年又为基督会和基督书院买下100号、102号、120号、121号4块土地，建有4幢别墅。后来这些别墅归属金陵大学所有。1930年代先后转卖给华人。
1915年，美在中在南京去世。